# Kino „Adria”
Kino „Adria” – kino w Łodzi przy ulicy Bolesława Limanowskiego 200, działające w latach 1975–2001. Wybudowano je w latach 1973–1975 na terenie osiedla Teofilów-Wielkopolska. Do 1993 roku nosiło nazwę „Iwanowo”, na cześć znajdującego się w Rosji miasta partnerskiego Łodzi. W momencie powstania było to jedno z najnowocześniejszych kin w Polsce pod względem warunków technicznych.

## Historia

### Okres PRL
W latach 1973–1975 z inicjatywy Miejskiego Zarządu Kin w Łodzi zbudowano na osiedlu Teofilów-Wielkopolska budynek zaprojektowany specjalnie do celów kinowych. Wykonawcą inwestycji było Łódzkie Przedsiębiorstwo Budownictwa Miejskiego nr 3, a znalazła się ona w planie społeczno-gospodarczym rozwoju Łodzi w 1975 r., przyjętym 19 grudnia 1974 roku przez Radę Narodową Miasta Łodzi. Kino otwarto 30 kwietnia 1975 roku. Uroczystość otwarcia odbyła się w obecności delegacji z ZSRR, a podczas niej wyświetlono premierowy Kwartalnik filmowy – filmową kronikę łódzką przygotowawaną przez Wytwórnię Filmów Oświatowych – oraz radziecki melodramat wojenny Los generała (ros. Высокое звание. Ради жизни на земле, 1974), drugą część dyptyku w reż. Jewgienija Kariełowa.

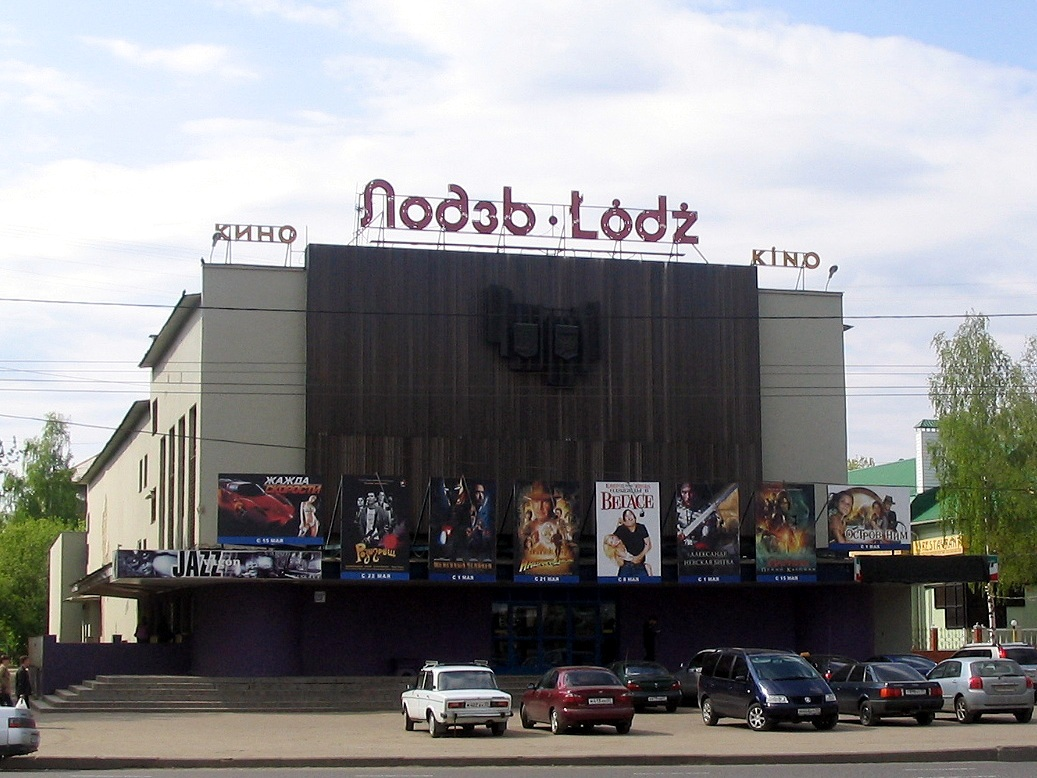
Kino „Łódź” w mieście Iwanowo (maj 2008)

Wówczas kino to było pierwszą tego typu placówką w Polsce korzystającą z tak nowoczesnych rozwiązań technicznych oraz rozmaitych udogodnień dla widzów (szatnia, kawiarnia). Kino nazwano „Iwanowo”, w ramach upamiętnienia umowy o partnerstwie miast podpisanej przez Łódź z rosyjskim Iwanowem (równocześnie w Iwanowie działalność rozpoczęło kino „Łódź”, a obie placówki miały utrzymywać stały kontakt). Oprócz pokazów kinowych odbywały się w tym miejscu różne imprezy okolicznościowe, takie jak Dzień Dziecka czy Mikołajki.
Sala kina wyposażona była w projektory 70 mm, duży panoramiczny ekran i 570 foteli. Oferowała przy tym dobre warunki akustyczne. Obok kabiny projekcyjnej zbudowano stanowisko lektorskie, z którego czytano polskie listy dialogowe dla filmów wyświetlanych w oryginalnej wersji językowej. Aby zapewnić widzom komfort, zwiększono odległość między rzędami w porównaniu do innych kin. Budynek był też dobrze ogrzewany. Znajdowała się w nim szatnia z dwoma wejściami – dla wchodzących oraz dla wychodzących z projekcji. Osoby z obsługi ubrane były w zielone mundurki i zajmowały się przyjmowaniem okryć w szatni oraz wskazywaniem widzom miejsc na sali.
Repertuar kina „Iwanowo” był zróżnicowany – grano zarówno filmy polskie, jak i zagraniczne. Pod koniec lat 80. organizowano w nim projekcje wideo – w holu kina, obok szatni, ustawiano telewizor z podłączonym magnetowidem, a przed nim kilkanaście rzędów krzeseł. Filmy odtwarzano z kaset VHS, w wersjach z nagraną w Polsce ścieżką lektorską.

### Okres po transformacji ustrojowej
Na początku lat 90. kina łódzkie były w użytkowaniu wieczystym skarbu państwa, a administrowało nimi państwowe przedsiębiorstwo Instytucja Filmowa Dystrybucji Filmów „Helios”. Kierownictwo kina „Iwanowo” wydzierżawiło wówczas budynek od państwowego „Heliosa”. Na ekrany „Iwanowa” nie dopuszczano jednak filmów premierowych, co w połączeniu z zaległościami kierownictwa w czynszu sprawiło, że w styczniu 1993 roku rozwiązano umowę. W maju 1993 roku państwowa Instytucja Filmowa Dystrybucji Filmów „Helios” oddała „Iwanowo” w dzierżawę prywatnej spółce pracowniczej Centrum Filmowe „Helios 2000”. Wówczas kinu nadano nazwę „Adria”.

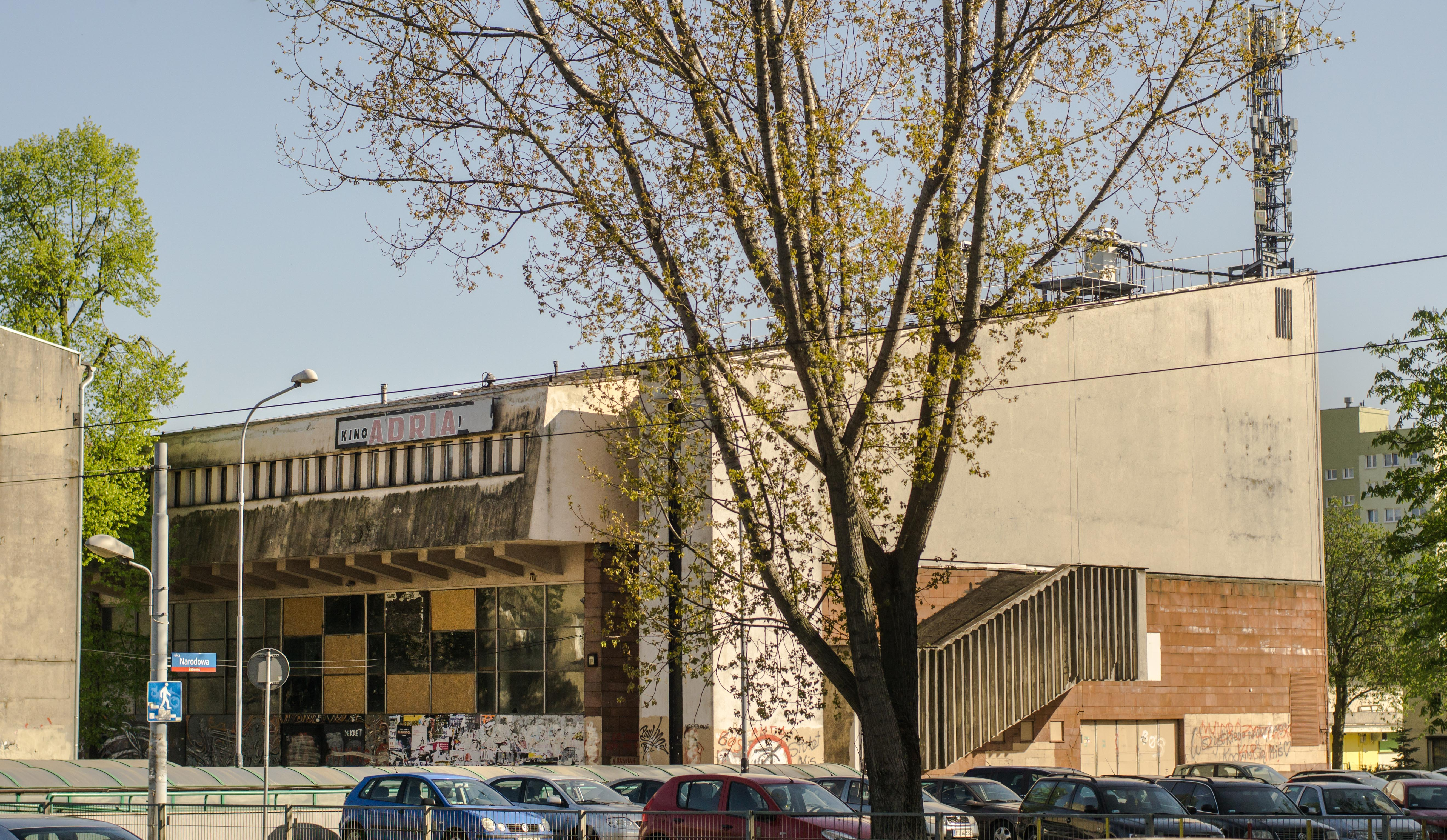
Widok opuszczonego budynku z ul. Bolesława Limanowskiego (kwiecień 2018)

Przez pewien czas kondycja finansowa kina była dobra. Organizowano w nim premiery filmowe poprzedzone prelekcjami. Obiekt, administrowany przez Centrum Filmowe „Helios 2000”, został zmodernizowany pod względem technicznym – wyposażono go w nową aparaturę projekcyjną oraz system dźwiękowy Dolby Stereo Prologic. Kino okazało się jednak na dłuższą metę nierentowne. W 2001 roku CF „Helios 2000” (wówczas jako Centrum Filmowe „Helios” S.A.) zakończyło dzierżawę obiektu i oddano go pod wynajem.
W 2006 w budynku kina rozpoczął działalność klub muzyczny „Dekompresja”, który przeniósł się tam z poprzedniej siedziby przy ul. Krzemienieckiej 2; klub został zamknięty w 2014 i od tego czasu budynek pozostaje niezagospodarowany i stopniowo niszczeje.